# Góra Stajkowa

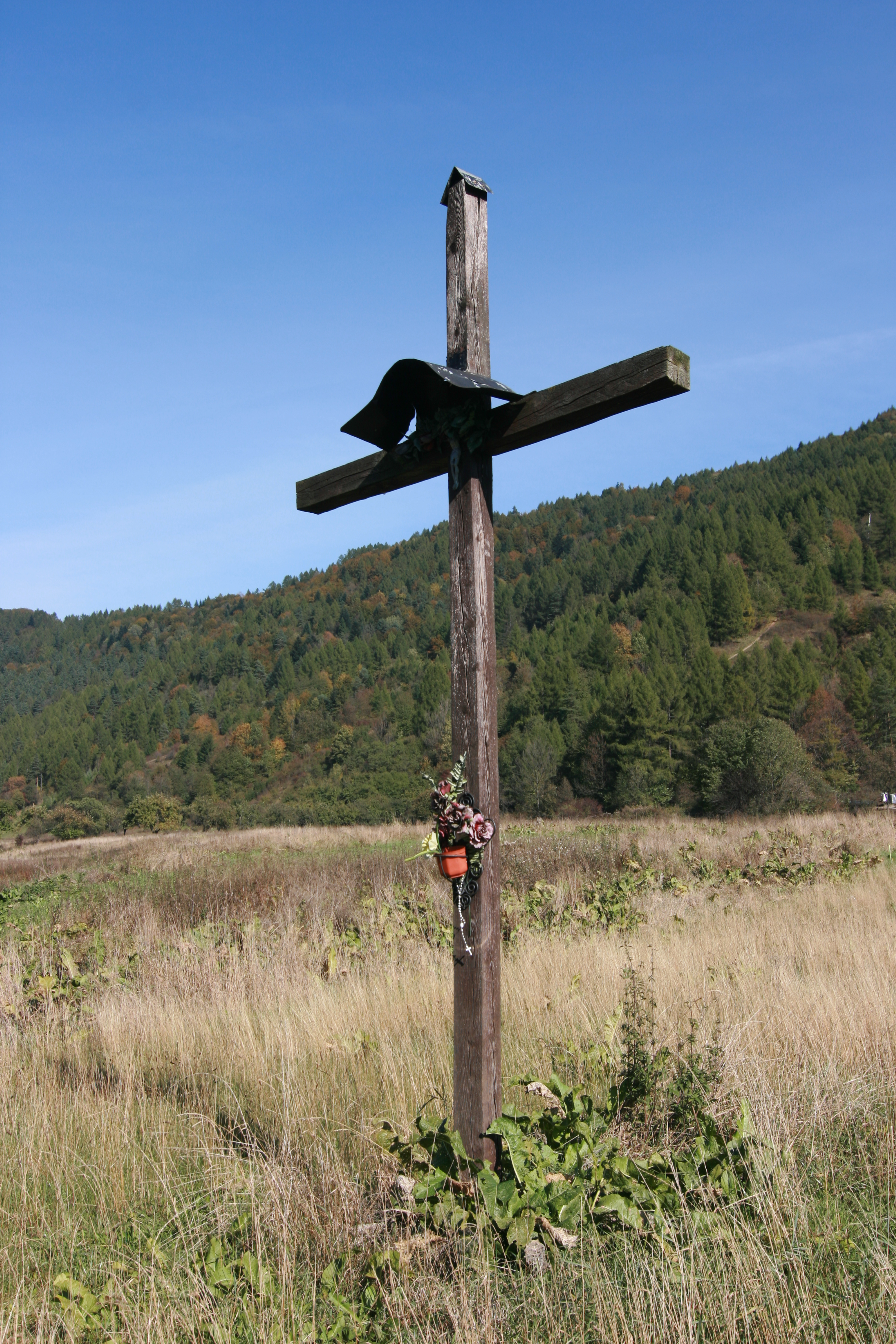
Krzyż choleryczny u podnóża Stajkowej

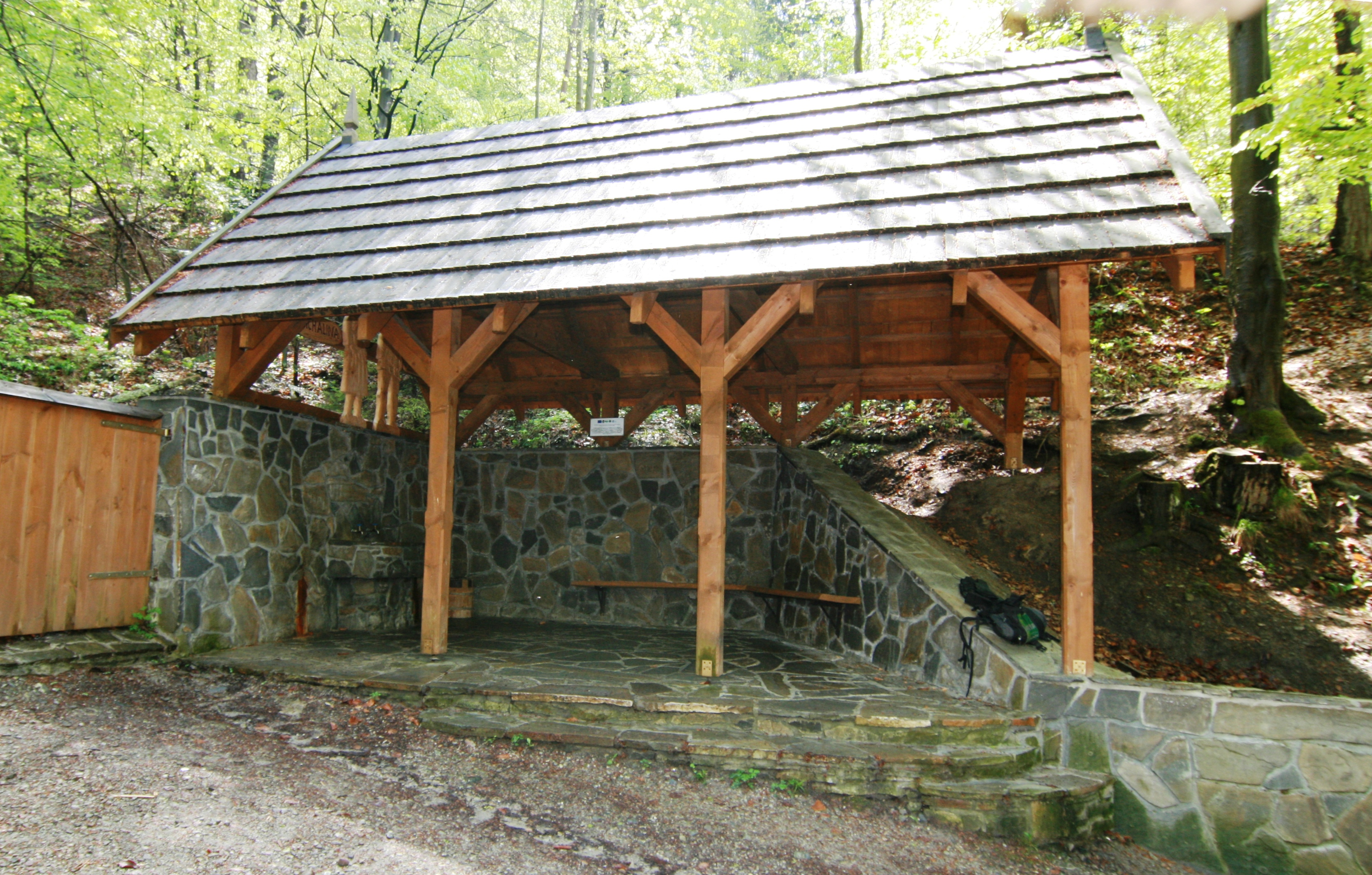
Ujęcia wody mineralnej „Stefan” i „Michalina”

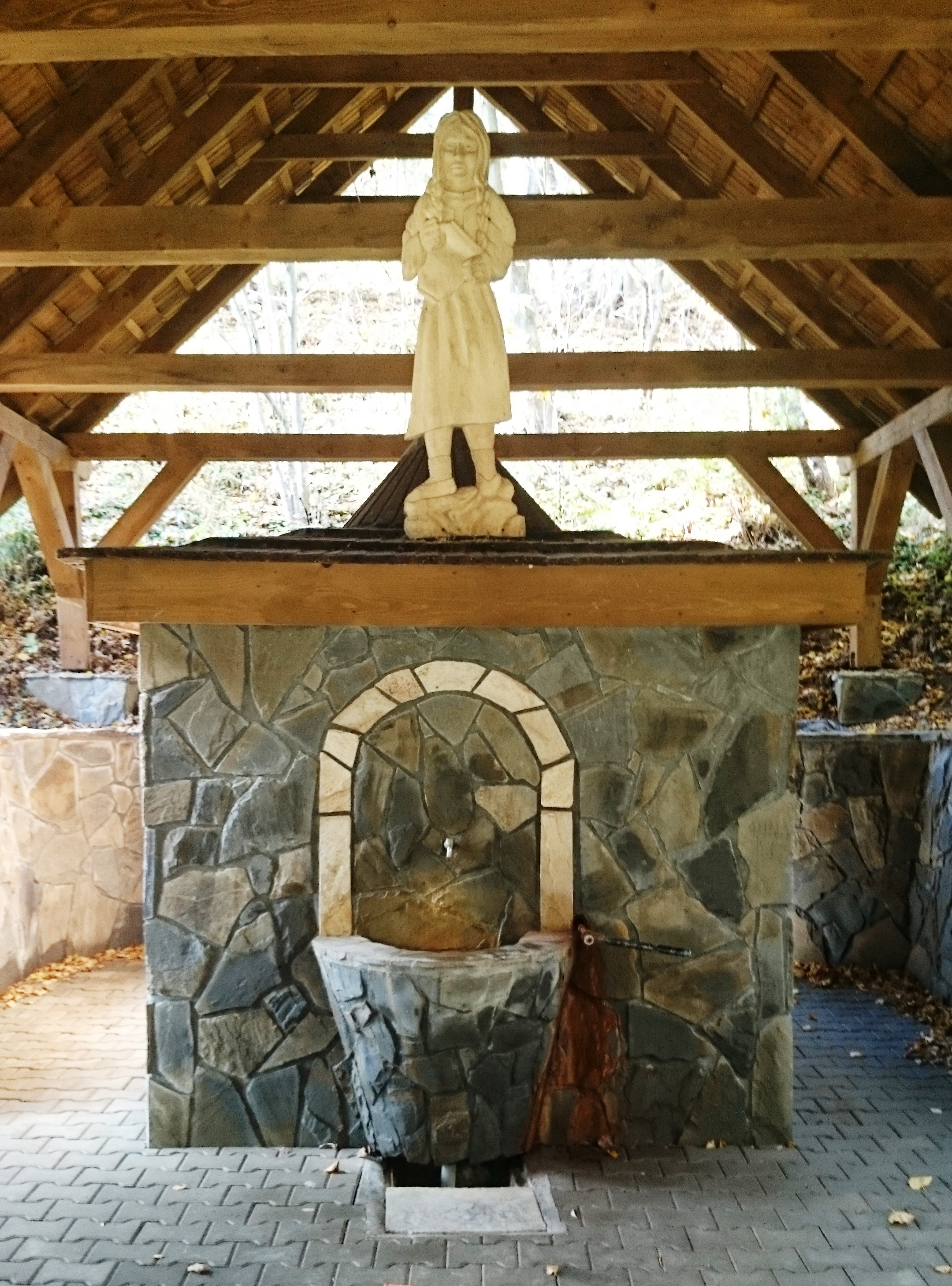
Ujęcie wody mineralnej „Maria”

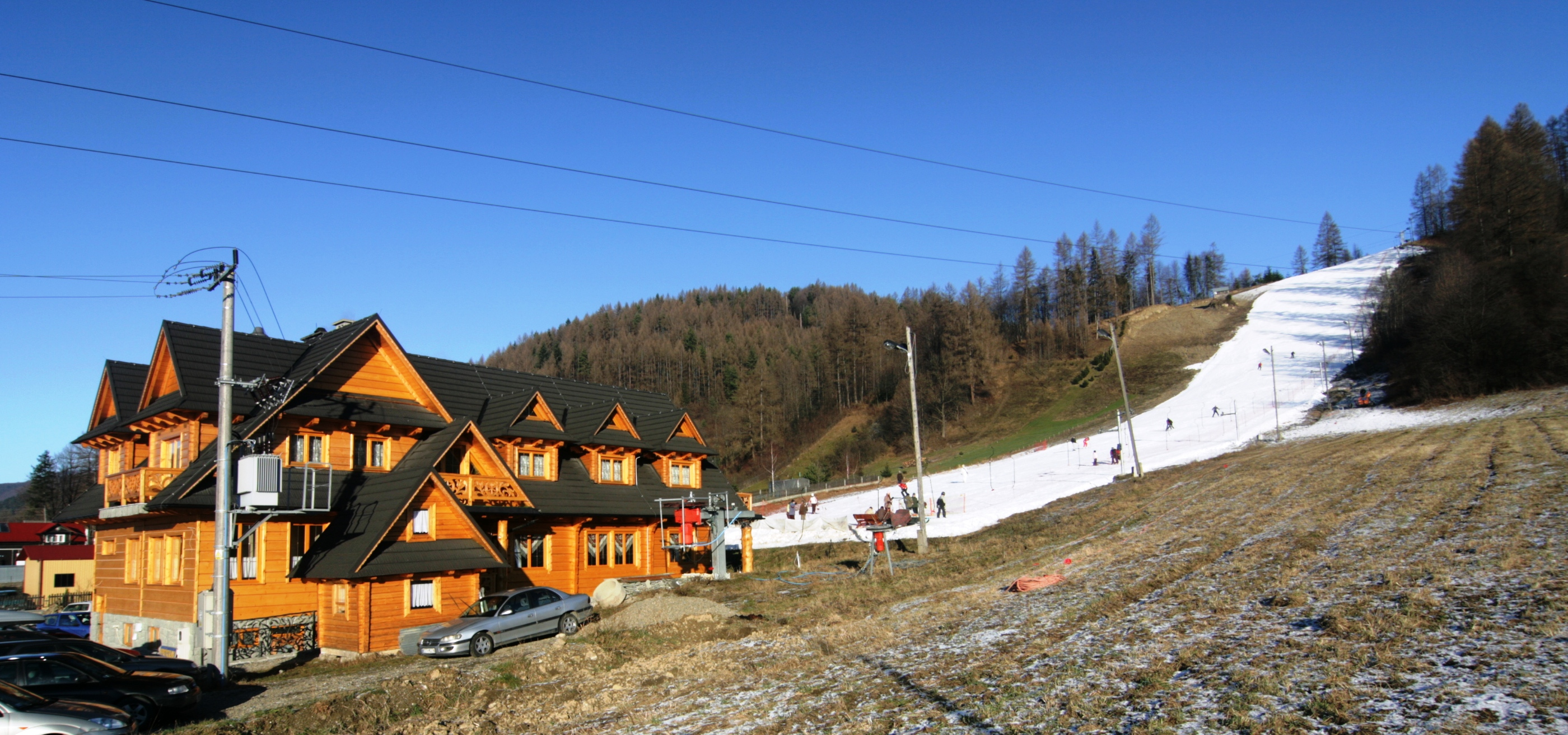
Ośrodek narciarski Stajkowa-Ski na zboczach Stajkowej w Krościenku nad Dunajcem

Góra Stajkowa (Stanikowa Góra, Stajkowa Stańkowa, Stańkówka) – niewybitny szczyt (722,5 m, 730 m) w Beskidzie Sądeckim, w zachodniej części Pasma Radziejowej, dominujący po wschodniej stronie nad Dunajcem i nad Krościenkiem nad Dunajcem.

## Opis szczytu
Góra Stajkowa jest prawie najbardziej na zachód wysuniętym wierzchołkiem (najbardziej wysuniętym jest Wyśnia Góra) południowo-zachodniego grzbietu odchodzącego od głównego grzbietu Pasma Radziejowej na wysokości Dzwonkówki. W promieniu kilkuset metrów pozostałymi szczytami są: Groń (803 m, na północny wschód od szczytu) i Jaworzyca (738 m, na południowy wschód od szczytu). Zachodnie zbocza Stajkowej opadają ku Dunajcowi, a jej południowe stoki opadają ku potokowi Zakijowskiemu (zwanemu też Szczawnym albo Zagórskim).
Szczyt Stajkowej jest porośnięty lasem, w związku z czym nie ma walorów widokowych, jednak z jej zboczy rozciągają się piękne panoramy doliny Dunajca, Krościenka, Pienin i ponad nimi – Tatr. Przez szczyt przebiega główny beskidzki czerwony szlak turystyczny. Wzniesienie i jego zbocza znajdują się na terenie Popradzkiego Parku Krajobrazowego. Są tu m.in. objęte ochroną źródła wód mineralnych (szczawy) i buczyna karpacka.
Szczyt znajduje się na terenie gminy Krościenko nad Dunajcem w województwie małopolskim, w powiecie nowotarskim. Od strony Krościenka stoki Stajkowej ograniczone są ulicami: od północnego zachodu ul. Polną (kiedyś zwaną Pańską Drogą), od zachodu – ul. Karola Wojtyły i od południa – ul. Źródlaną.

## Historia
Przez Stajkową prowadziła stara droga z Krościenka do Starego Sącza. Przez setki lat zbocza góry były terenami pasterskimi, gdzie oprócz owiec wypasano również bydło.
Na zachodnim zboczu Stajkowej stoi monumentalny krzyż, zwany „Jubileuszowym”. Jest widoczny z daleka i iluminowany w Wielki Piątek. Kiedyś krzyż stał przy kościele Wszystkich Świętych przy Rynku w Krościenku. Został wywieziony potajemnie (w czasach PRL) przez gospodarza z Zawodzia (wschodnia strona Krościenka). Krzyż ten po kilku latach rozpadł się ze starości, ale w zamian – równie potajemnie i bez zgody – został zastąpiony metalowym krzyżem na murowanym fundamencie.
Poniżej ulicy Karola Wojtyły u podnóża góry, przy ulicy Słonecznej, stoi na polu inny, 150-letni krzyż, zwany „krzyżem cholerycznym”. Jest to pamiątka epidemii cholery, która – wśród wielu innych – w pobliżu tego miejsca zabiła dwóch mieszkańców sąsiedniej Obidzy, wracających do domu z pracy w Krościenku.

## Źródła wody mineralnej
Zbocza Stajkowej od początku XVIII wieku były znane ze źródeł zawierających szczawną wodę. Jej zdrowotny charakter został odkryty w latach 20. XIX wieku, a pierwsza analiza chemiczna wód została wykonana w roku 1827.
U północno-zachodniej podstawy góry (na przedłużeniu Pańskiej Drogi, wzdłuż Potoku Stajkowskiego), na wysokości ok. 480 m n.p.m. znajdują się źródła „Stefan” i „Michalina”. Droga kiedyś była deptakiem dla kuracjuszy, obsadzonym lipami przez Hieronima Dziewolskiego. Pomysł obsadzenia alei lipami był formą hołdu złożonego ofiarom rzezi galicyjskiej w 1846 roku. Pozostałości alei istnieją do dziś, kilkanaście lip jest pomnikiem przyrody. W XX i XXI wieku przez wiele lat źródła obudowane były kamiennym bunkrem, jednak w 2010 roku gmina zagospodarowała teren wokół źródeł mineralnych „Stefan” i „Michalina”, budując altanę i ujęcia.
Z kolei przy przedłużeniu ulicy Źródlanej, nad brzegiem Potoku Zakijowskiego, na wysokości ok. 520 m n.p.m. znajduje się źródło „Maria”, nieeksploatowane w XIX wieku, przez wieki należące do rodziny Ćwiertniewiczów. Kiedyś nazywane było „Dzikim Źródłem”, po II wojnie światowej nazwane „Maria”, zostało w znacznym stopniu zniszczone w czasie nieudanej próby oczyszczenia jeszcze przed II wojną światową. Po renowacji zakończonej w sierpniu 2011 roku źródło jest obudowane i chętnie odwiedzane, ciągle oferuje zmineralizowaną wodę. W ramach zagospodarowania terenu wokół źródła wykonano nowe pokrycie zadaszeniowe, nowe okładziny kamienne (murki, posadzki i schody), konstrukcje drewniane, remont drogi i dojścia do źródła. Wzdłuż dojścia do źródła oraz na terenie źródła zostały wykonane i osadzone ławki parkowe. Na bramie wejściowej została zamontowana rzeźba ludowa. Koszt renowacji wyniósł około 100 tys. zł.
Obydwie inwestycje były współfinansowane ze środków Unii Europejskiej w ramach działania „Wdrażanie Lokalnych Strategii Rozwoju” objętego Programem Rozwoju Obszarów Wiejskich na lata 2007–2013 z zakresu „Odnowa i Rozwój Wsi” wdrażanych za pośrednictwem Lokalnej Grupy Działania Leader „Gorce-Pieniny”.
Wody „Stefan” i „Michalina” są szczawami wodorowęglanowo-chlorkowo-sodowo-jodkowymi o bardzo zbliżonym składzie. Mineralizacja ogólna źródła „Stefan” wynosi 8900 mg/l, z przewagą jonów wodorowęglanowych (4485 mg/l), sodowych (2207 mg/l) i chlorkowych (1525 mg/l) i 2136 mg/l wolnego CO2. Mineralizacja ogólna źródła „Michalina” wynosi 5400 mg/l, z przewagą jonów wodorowęglanowych (2837 mg/l), sodowych (1226 mg/l) i chlorkowych (851 mg/l) i 1705 mg/l wolnego CO2. Źródło „Maria” jest szczawą wodorowęglanowo-chlorkowo-sodowo-wapniową o mineralizacji ogólnej 3000 mg/l i 1854 mg/l wolnego CO2.

## Ośrodek narciarski
Stajkowa bywa nazywana krościeńską Gubałówką. Na jej zachodnim zboczu uruchomiono w 2008 roku ośrodek narciarski „Stajkowa Ski”. Dysponuje on wyciągiem talerzykowym o długości 500 m, z którego można wypinać się w połowie jego długości (dolna część trasy narciarskiej jest bardzo łatwa) i przewyższeniu 101 m. Przepustowość wyciągu to 900 osób na godzinę. Trasa jest oświetlona, nagłośniona, sztucznie naśnieżana i ratrakowana.
U podnóża trasy wybudowano regionalną karczmę, w której budynku znajdują się również: wypożyczalnia sprzętu narciarskiego oraz skuterów śnieżnych, szkoła narciarska, sauna, solarium, sklepy i pensjonat.